# Hyper Cacher
Hypercacher est une chaîne de supermarchés et supérettes vendant des produits alimentaires cacher, principalement implantée en France.
La marque appartient à la société Hypercacher,.

## Distribution
Des magasins Hyper Cacher (ou Hypercacher) se trouvent à Paris et sa région :
- porte de Vincennes,
- rue Manin,
- rue de l'Ourcq,
- quartier de la Villette,
- rue Bayen,
- rue Jean-de-La-Fontaine,
- Montreuil,
- Boulogne-Billancourt,
- Créteil,
- Sarcelles,
- Saint-Gratien,

ainsi qu'à Nice et Rome.
Le premier magasin a été ouvert en mars 1992 à Montreuil[réf. souhaitée].

## Prise d'otage de2015

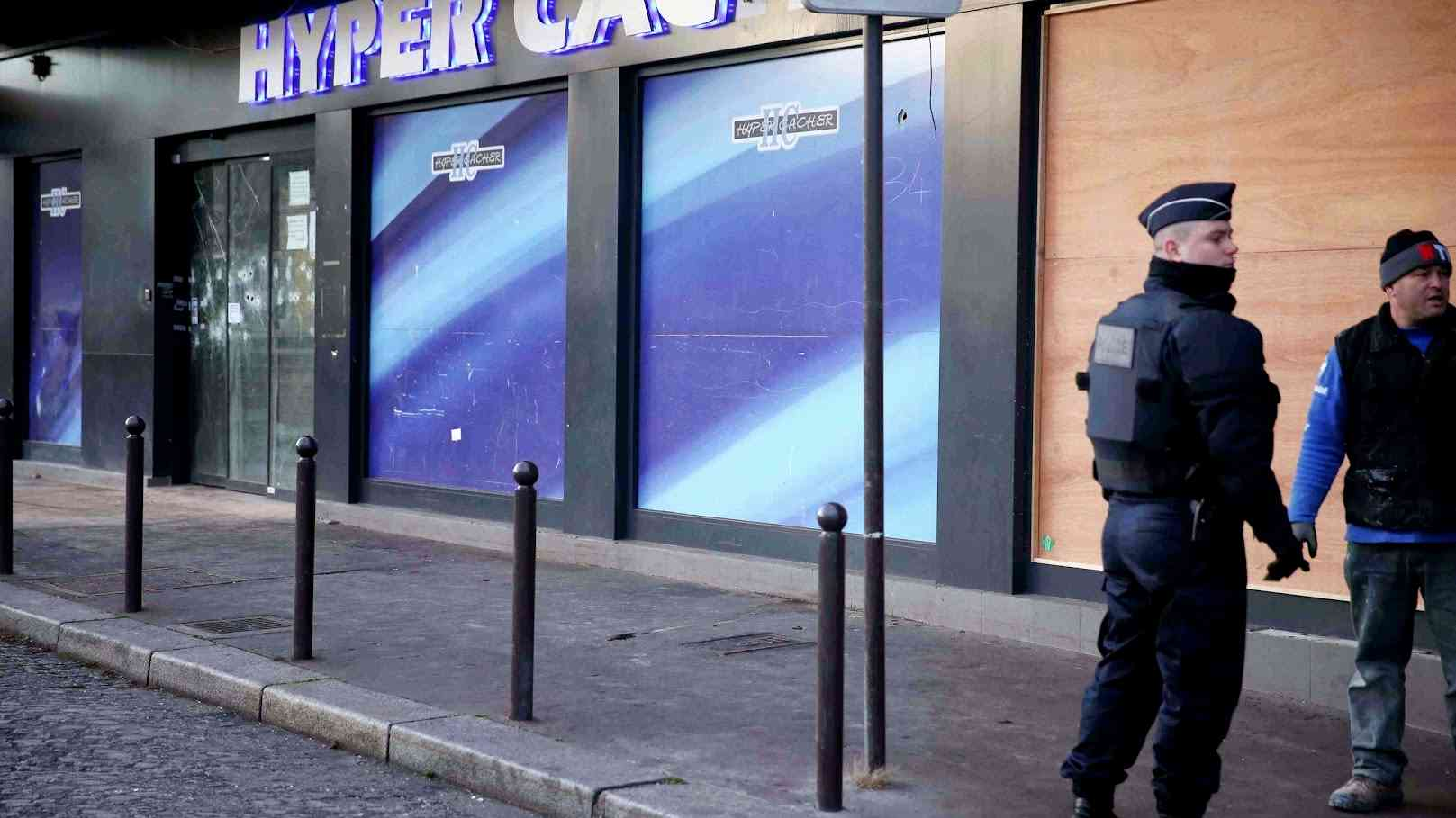
L'Hyper Cacher alors qu'il porte encore les stigmates des fusillades du 9 janvier 2015.

Le 9 janvier 2015, une prise d'otages a lieu dans le magasin de la chaîne situé au 23 avenue de la Porte-de-Vincennes, à Paris dans le 20e arrondissement. Le preneur d'otages, Amedy Coulibaly, fait quatre morts, tous juifs, deux jours après l'attentat des frères Kouachi contre Charlie Hebdo, au cours de la vague terroriste de janvier 2015.